# Chrysaora
Chrysaora (лат.) — род морских и солоноватоводных сцифоидных из семейства Pelagiidae отряда дискомедузы (Semaeostomeae). Длина от 6,6 (Chrysaora pentastoma) до 100 (Chrysaora plocamia) см. Обитают в водах всех океанов от тропических до полярных вод. Охранный статус неопределён. Способны наносить людям болезненные «ожоги», объектами промысла не являются. В ископаемом виде неизвестны.

## Классификация
На сентябрь 2023 года в род включают 16 видов:
- Chrysaora achlyos Martin, Gershwin, Burnett, Cargo & Bloom 1997)
- Chrysaora africana (Vanhöffen, 1902)
- Chrysaora agulhensis Ras, Neethling, Engelbrecht, Morandini, Bayha, Skrypzeck & Gibbons, 2020[3]
- Chrysaora chesapeakei (Papenfuss, 1936)
- Chrysaora chinensis Vanhöffen, 1888
- Chrysaora colorata (Russell 1964)
- Chrysaora fulgida (Reynaud 1830)
- Chrysaora fuscescens Brandt 1835
- Chrysaora helvola Brandt, 1838
- Chrysaora hysoscella (L. 1766)
- Chrysaora lactea Eschscholtz 1829
- Chrysaora melanaster Brandt 1838
- Chrysaora pacifica (Goette 1886)
- Chrysaora pentastoma Péron & Lesueur, 1810
- Chrysaora plocamia (Lesson 1830)
- Chrysaora quinquecirrha (Desor 1848)

## Галерея

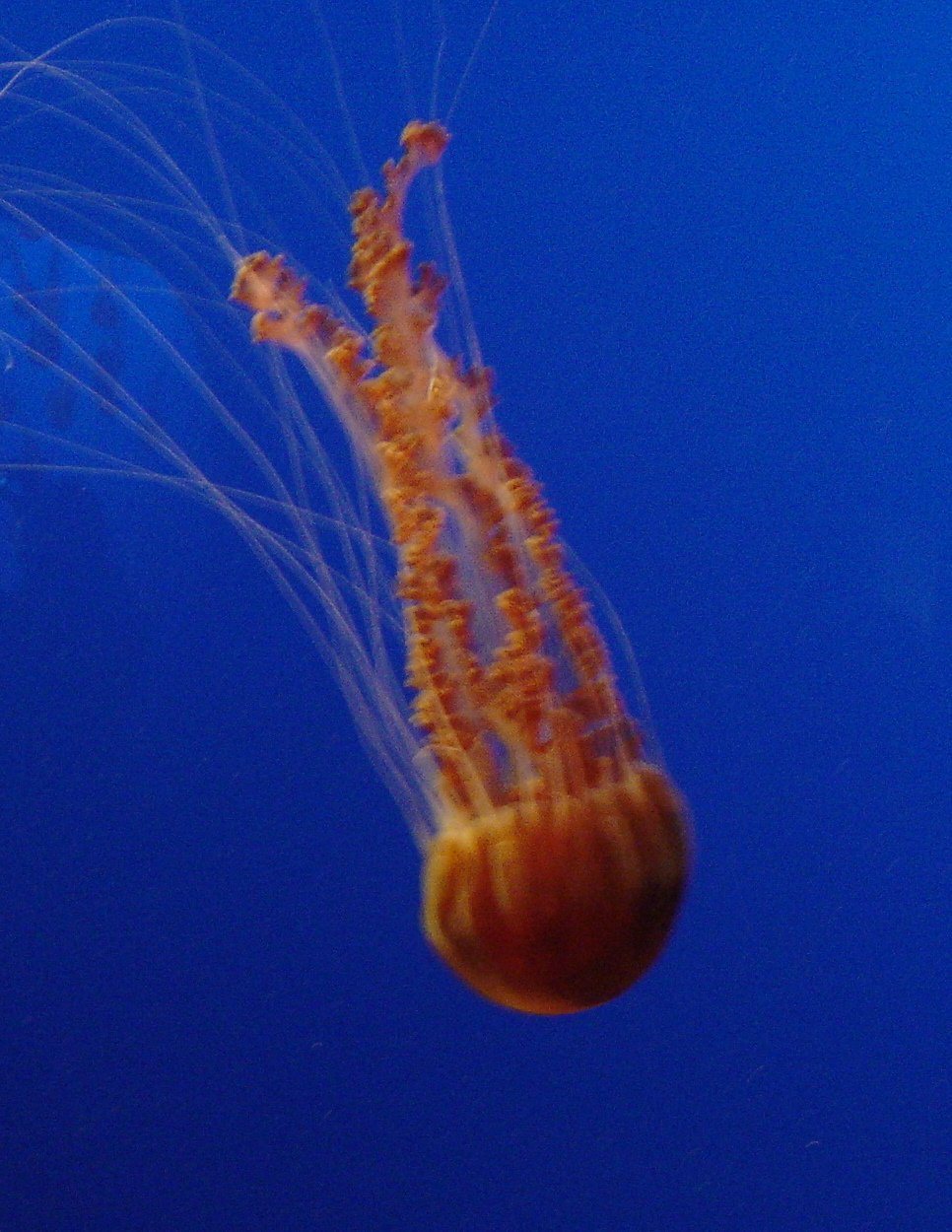
Chrysaora achlyos
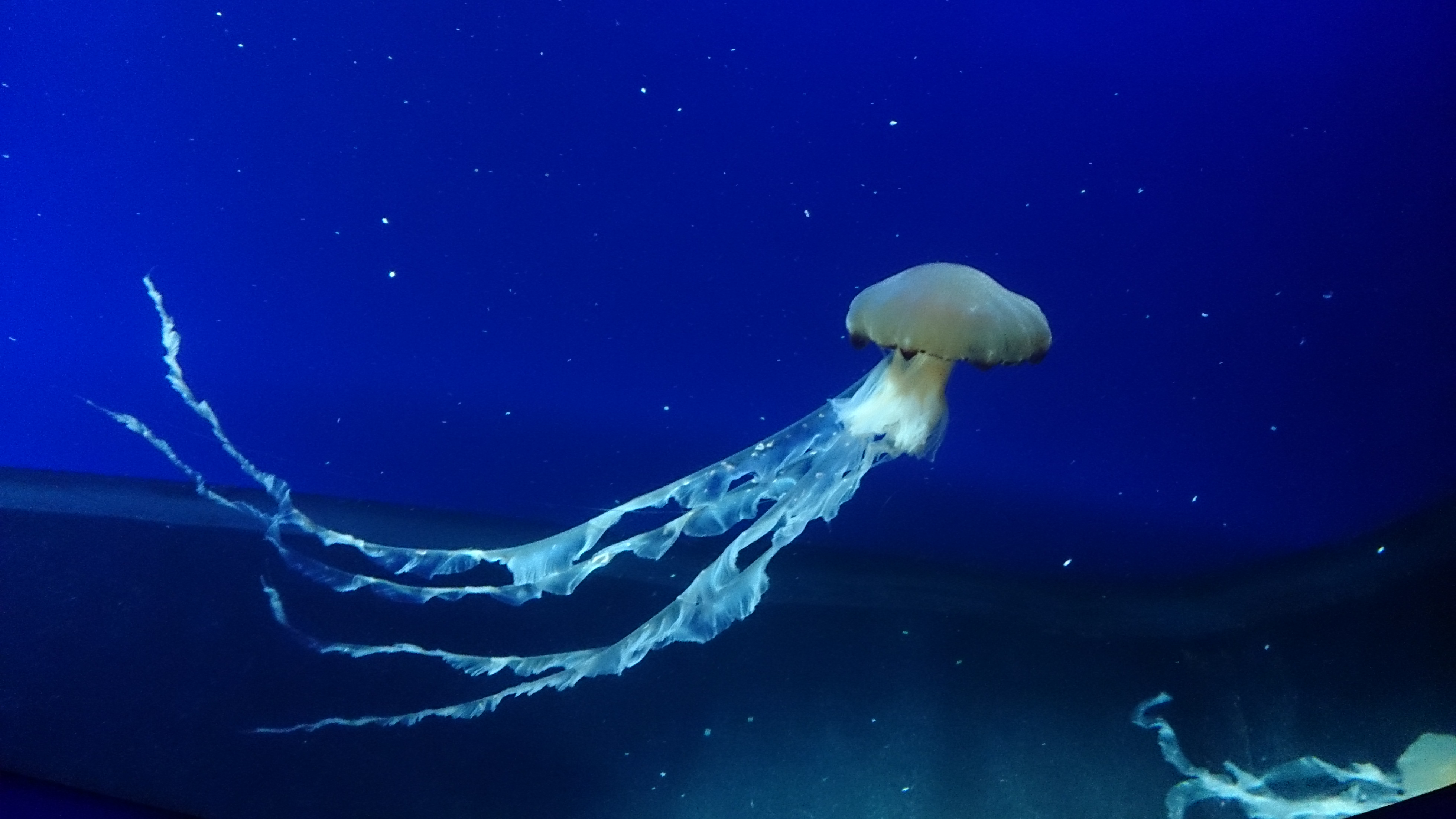
Chrysaora chinensis
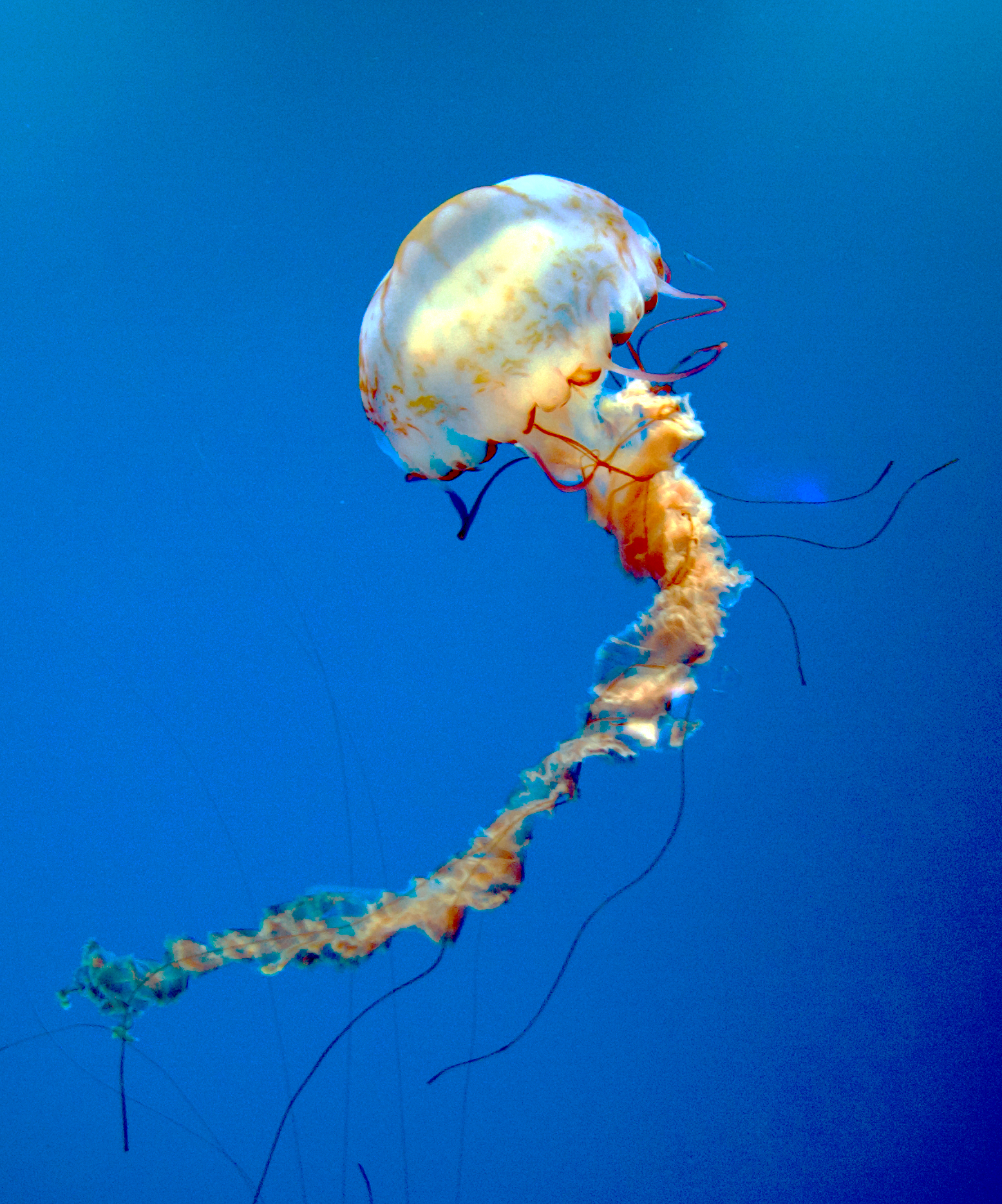
Chrysaora colorata
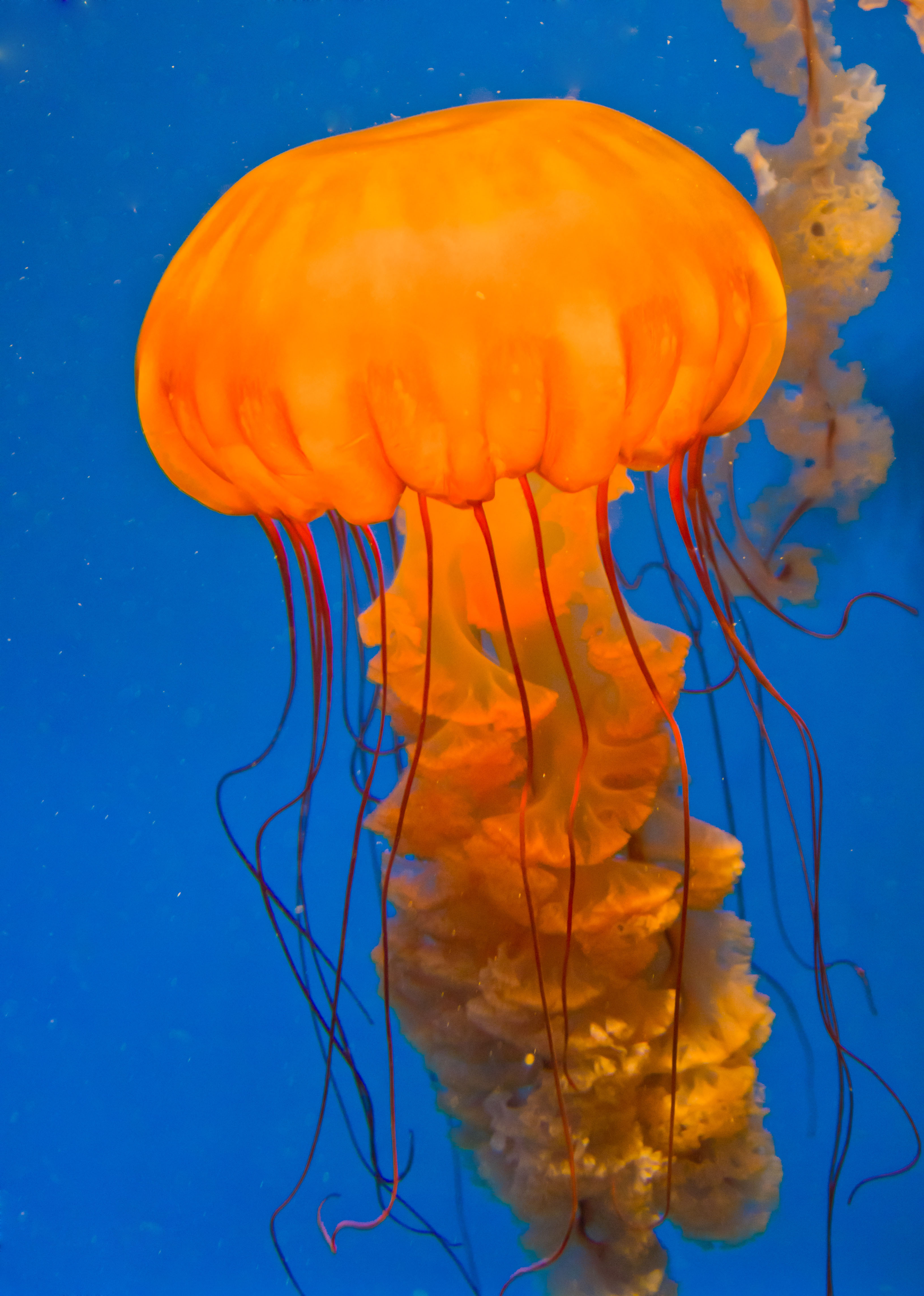
Chrysaora fuscescens